# کارل-آگوست فاگرهولم
کارل-آگوست فاگرهولم (انگلیسی: Karl-August Fagerholm؛ ۳۱ دسامبر ۱۹۰۱ – ۲۲ مهٔ ۱۹۸۴) یک سیاست‌مدار اهل فنلاند بود. وی سه بار در سال‌های ۱۹۴۸–۱۹۵۰، ۱۹۵۶–۱۹۵۷ و از ۱۹۵۸–۱۹۵۹ نخست‌وزیر فنلاند بود.
کارل-آگوست فاگرهولم در ۲۲ مه ۱۹۸۴، در سن ۸۲ سالگی درگذشت.